# Kenneth D. Garbade
Kenneth Douglas Garbade (* 2. Juni 1946 in New York) ist ein US-amerikanischer Wirtschaftswissenschaftler, Autor und Professor für Wirtschaft und Finanzen. Garbade ist Senior Vizepräsident in der Forschungsgruppe der Federal Reserve Bank of New York.

## Leben und Werk
Kenneth D. Garbade wuchs als Sohn des Deutsch-Amerikaners Arthur Garbade (1904–1982) und der Louise M. Garbade Degan in New Hyde Park, New York auf. Er ist verheiratet in zweiter Ehe mit Bernice Feuer und Vater der Tochter Larissa Yosafat Garbade. Er besuchte die Fakultät der Graduate School of Business Administration New York und absolvierte 1968 mit einem Bachelor of Science in Physik und Geschichte am California Institute of Technology und 1975 mit einem Ph.D. in Wirtschaftswissenschaften an der Princeton University, New Jersey. An der Graduate School of Business Administration der New York University war er Ausbilder für Wirtschaft und Finanzen von 1973 bis 1974 und darauf Assistenzprofessor für Wirtschaft und Finanzen (1974 bis 1978) sowie Professor für Wirtschaft und Finanzen in den Jahren 1980–1982. In der Federal Reserve Bank of New York begann er als Berater und wurde 1979 Wissenschaftlicher Mitarbeiter. Garbade war Geschäftsführer der Bankers Trust Company von 1985 bis 1997 und wurde im Jahr 2000 zum Vizepräsidenten der Federal Reserve Bank of New York befördert, wo er seit 2008 als Senior Vice Präsident amtet.

### Buchpublikationen
Seine wirtschaftswissenschaftlichen Bücher und Zeitungsartikel sind von Bedeutung in der Finanzwelt. Die Bezeichnung der Markttiefe als Beschreibung einer Dimension der Liquidität einer Akte geht auf Garbade zurück und wird von Bernstein aufgegriffen, Harris und Schmidt bezeichnen diese Dimension als Marktweite. Er ist Autor von Discretionary Control of Aggregate Economic Activity (Lexington Books, 1975), Securities Markets (McGraw Hill, 1982), Fixed Income Analytics (MIT Press, 1996) und From the Great War to the Great Depression (MIT Press, 2012). In Price Dispersion in The Government Securities Market, (MIT Press, 2001) finden die Autoren Garbade und Silber eine empirische Evidenz für die Eignung des Emissionsvolumen als Liquiditätsindikator. Quafya Sai und Marin Tadinac beschreiben das Besondere an diesem Liquiditätsindikator in ihrem Buch Liquidität der Kapitalmärkte: „..Mit diesem Indikator wird versucht die Liquidität zu erfassen ohne Informationen über den Handelsprozess zu verwenden. Die Idee hierbei ist, dass Eigenschaften von Wertpapieren für deren Liquidität ursachlich sind. Als eine solche Eigenschaft gilt das Emissionsvolumen..“

### Zeitschriftenpublikationen
Garbade veröffentlicht unter anderem im Journal of Finance, Journal of Political Economy, International Economic Review und dem Journal of Banking and Finance.